# Sobrepenilla
Sobrepenilla es un pueblo de Cantabria que pertenece al municipio de Valderredible, en Campoo. Se encuentra a 787 m s. n. m.  Dista 7 kilómetros de Polientes, la capital municipal. La población, en 2024 (INE), era de 3 habitantes. Está al pie de La Lora.

## Paisaje y naturaleza
Sobrepenilla se ubica a los pues de la falda que desciende desde el páramos de La Lora poblada de hayas y robles. Por la parte norte se extienden las tierras de cultivo hasta la pequeña sierra de arenisca en que encajona el Ebro entre Cubillo de Ebro y Quintanilla de An.

## Patrimonio histórico
Destaca en Sobrepenilla la iglesia de la Purísima, bajo la advocación de San Martín del siglo XIII y traza protogótica con nave única, con ábside cuadrangular, cabecera recta y espadaña a los pies. Esta última se remata con un ingenioso motivo de dientes de sierra conseguido por el escalonamiento de los sillares, que es lo único que singulariza a esta iglesia de otras de la misma época en Valderredible, como las vecinas de Montecillo o de Arenillas de Ebro, por poner sólo dos ejemplos. En el interior merece la pena contemplar los capiteles de las dobles columnas del arco triunfal, ejecutados toscamente por algún artista local que interpretó su manera temas que hacen alusión a lo lujuria o la avaricia. La portada y el pórtico de tres columnas son añadidos de 1705.
Celebra la festividad de la Ascensión.